# Groma
Groma je bila glavni instrument rimskih mjernika. Koristila se za određivanje i iskolčavanje pravih kutova.

## Porijeklo
Gromu su koristili Grci i Etruščani od 6. stoljeća pr. Kr., a kasnije je preuzimaju Rimljani. Porijeklo imena nije sasvim objašnjeno, iako se smatra da potječe od grčke riječi gnomon (oznaka, grč. γνώμων).

## Konstrukcija i korištenje
Konstrukcija grome je poznata zbog nekoliko važnih arheoloških nalaza. Jedan od njih je nadgrobni spomenik mjernika Lucija Aebucija Fausta pronađen u mjestu Ivrea, sjeverno od Torina, na kojem su prikazani dijelovi grome. Drugi nalaz potječe iz Pompeja, gdje su u jednoj radionici pronađeni ostaci grome i ostalog geodetskog pribora, kao i u Bavarskoj, blizu Eichstätta, u blizini rimskog limesa.
Osnovni dijelovi grome bili su stativ (lat. ferramentum); križ (ili zvijezda, grč. ἀστερίσκος, lat. stella), zatim konzola (lat. rostro) koja je služila kao osovina za okretanja križa i pet visaka (lat. perpendiculum) - dva para koja su visjela na krajevima križa i definirala dva okomita pravca te jedan središnji koji je visio s konzole.
Postupak određivanja pravca započinjao je postavljanjem stativa grome tako da se osovina okretanja križa nalazila točno iznad početne točke mjerenja, što je učinjeno uz pomoć središnjeg viska koji bi se zatim uklonio. Nakon toga se križ okretao i namještao u željenom pravcu. Pomoćnik bi zatim postavio mjerni štap (kalamos, grč. κάλαμος) na poziciju u kojoj su se glavnom mjerniku dva viska na suprotnim krajevima križa nalazila u liniji. S obzirom na to da je bila riječ o vrlo jednostavnom instrumentu, greške prilikom iskolčenja su se redovito pojavljivale.

## Primjena
Groma je imala široku primjenu: u građevinarstvu i urbanizmu; pri podjeli zemljišta, a bila je korištena i u vojsci. Vojni mjernici (lat. castramensores) bili su odgovorni za podizanje vojnih logora, utvrda i sl. Groma je bila neophodan instrument prilikom svih vrsta gradnji - cesta, akvedukata, mostova itd. Koristili su je i zemljomjernici (lat. agrimensores) prilikom ograđivanja - limitacije privatnog (lat. ager privatus) ili javnog zemljišta (lat. ager publicus).